# Лопес, Йейсон
Йейсон Лопес Лопес (англ. Yeison López López; род. 1 сентября 1999, Истмина, Чоко) — колумбийский тяжелоатлет, выступающий в весовой категории до 89 кг. Серебряный призёр летних Олимпийских игр 2024 года. Двукратный чемпион Панамерики. Серебряный призёр Панамериканских игр 2023 года. Участник летних олимпийских игр 2024 года.

## Карьера
В 2017 году одержал победу на Панамериканском чемпионате в Майами в категории до 77 кг. По сумме двоеборья зафиксировал 352 кг.
Осенью 2023 года принял участие в Панамериканских играх в Чили. В категории до 89 кг занял второе место, зафиксировав результат в 382 кг по сумме двух упражнений и уступив чемпиону из Венесуэлы Кейдомару Вальенилье всего 1 килограмм.
В 2024 году на чемпионате Панамерики в Каракасе в категории до 89 кг стал чемпионом. Его результат — 382 кг по сумме двух упражнений.
На летних Олимпийских играх в Париже в 2024 году, в категории до 89 кг, Джейсон завоевал серебряную медаль с результатом по сумме двух упражнений — 390 кг, что на 14 кг меньше, чем у олимпийского чемпиона Карлоса Насара.

## Спортивные результаты
| Год  | Соревнование         | Место проведения | Весовая категория | Рывок  | Толчок | Сумма двоеборья | Место |
| 2023 | Панамериканские игры | Сантьяго         | до 89 кг          | 177 кг | 205 кг | 382 кг          | 2     |
| 2024 | Олимпийские игры     | Париж            | до 89 кг          | 180 кг | 210 кг | 390 кг          | 2     |